# San Luis (Pinar del Río)
San Luis es una pequeña villa y municipio que se encuentra en la zona más occidental de la isla de Cuba, perteneciente a la provincia de Pinar del Río. Es una región fundamentalmente tabacalera, con una población estimada en 2017 de 32, 229 habitantes, con un área cuadrada de 337.2 km.

## Etimología
San Luis es un nombre que la historia recoge con mucha frecuencia:
- San Luis IX, rey de Francia (1214-1270)
- San Luis Gonzaga (Italia, 1568-1591)
- San Luis María Grignon (Francia, 1673-1716)

Pero es muy de suponer que el santo que da nombre al municipio es San Luis Beltrán, que nació en Valencia, España, 1526. fue sacerdote de los Dominicos. Además un gran misionero, que llevó a cabo una meritoria labor evangelizadora en Colombia y Panamá, donde bautizó a varios miles de indios. Fue predicador, recorrió muchas tribus, entre ellos salvajes, que trataron de ultimarlo varias veces.
Muere San Luis Beltrán el 9 de octubre de 1581, que es el día que se celebra su nacimiento al cielo.
Populares del Municipio:

## Núcleos de población
Actualmente el municipio está dividido en 8 Consejos Populares
| Consejo Popular | Población (2011) | Área (km²) |
| --------------- | ---------------- | ---------- |
| Urbano          | 7 182            | 5.30       |
| Santa Fé        | 5 213            | 13.20      |
| Río Feo         | 3 560            | 25.72      |
| El Corojo       | 4 581            | 44.60      |
| El Retiro       | 3 786            | 54.60      |
| Buenavista      | 3 109            | 52.86      |
| Santa María     | 2 943            | 35.50      |
| Palizadas       | 2 134            | 73.19      |
| Total           | 32 508           | 304.97     |

## Fundación
El 15 de febrero de 1808 Don Nicolás Iglesias, esposo de Doña Juana Romero recibe en La Habana las escrituras que lo acreditan como dueño legal de las haciendas “San Luis” y “El Tirado”. En el año 1817 ocurre algo que favoreció la creación del pueblo, la hacienda San Luis fue demolida y repartidas sus propiedades.
En la zona de la demolida hacienda y “El Tirado” se sembraron varios cultivos: Tabaco, maíz, malanga, arroz, en Río Feo se ensayó con la caña de azúcar y en “El Tirado” se plantaron algunos lotes de plátano. 
Pero no era suficiente sólo aprovechar la fertilidad de las tierras, hubo necesidad de fundar un centro urbano poblacional. Fue así que un día del año 1827, en un claro del pinar donde se iba a erigir la villa, entre dos corrientes de agua: “Río Feo” y “Arrollo de los Pastores” o “Pastoreo”, Don José Bacallao fundador de la villa conjuntamente con Doña Juana Romero levanta las paredes de la primera casa. 
Sucesivamente se fue incrementado el número de viviendas dando origen a la aldea “San Luis”. La historia recoge varios apellidos de los primeras familias que se asentaron en el lugar y que fueron fundadores de los que posteriormente sería un pueblo y que luego devendría en cabecera municipal, estos son: los Romero,Barreras, los Fossas, los Iglesias, Padrón, Mena,Los Vento , Ramírez, Zayas, De León, Gómez, Torres , por mencionar sólo algunos.

## Doña Juana Romero
Dentro de los nombres más significativos en la historia de San Luis de Occidente, sin duda está el de Doña Juana Romero, cuyos aportes fueron de inestimable valor para el desarrollo del pueblo.
Tras el fallecimiento de su esposo Don Nicolás Iglesias, Juana Romero funge como administradora de la hacienda con el apoyo de su yerno Don Joaquín de Zayas.
En 1831, hace un aporte de una caballería de tierra para uso del fomento de la población y en el período que va de 1835 a 1845 financia la construcción de la iglesia de San Joaquín.
Por todos estos aportes y la gratitud que le profesa la población de San Luis, por haber sido, sin duda, la figura más destacada en el desarrollo y fomentación del pueblo, lleva en su honor en la actualidad, la calle principal, como nombre: "Juana Romero"
Anexo: 
Juana Romero nació aproximadamente en 1782, esta fecha constituye un dato sin confirmar, según se aprecia en un documento encontrado por el Padre Joaquín Gaiga, antiguo párroco de San Luis.
Se supone que murió a la edad de 71 años a principios de la segunda década del siglo XIX, (posiblemente en el año 1853).

## Iglesia de San Joaquín

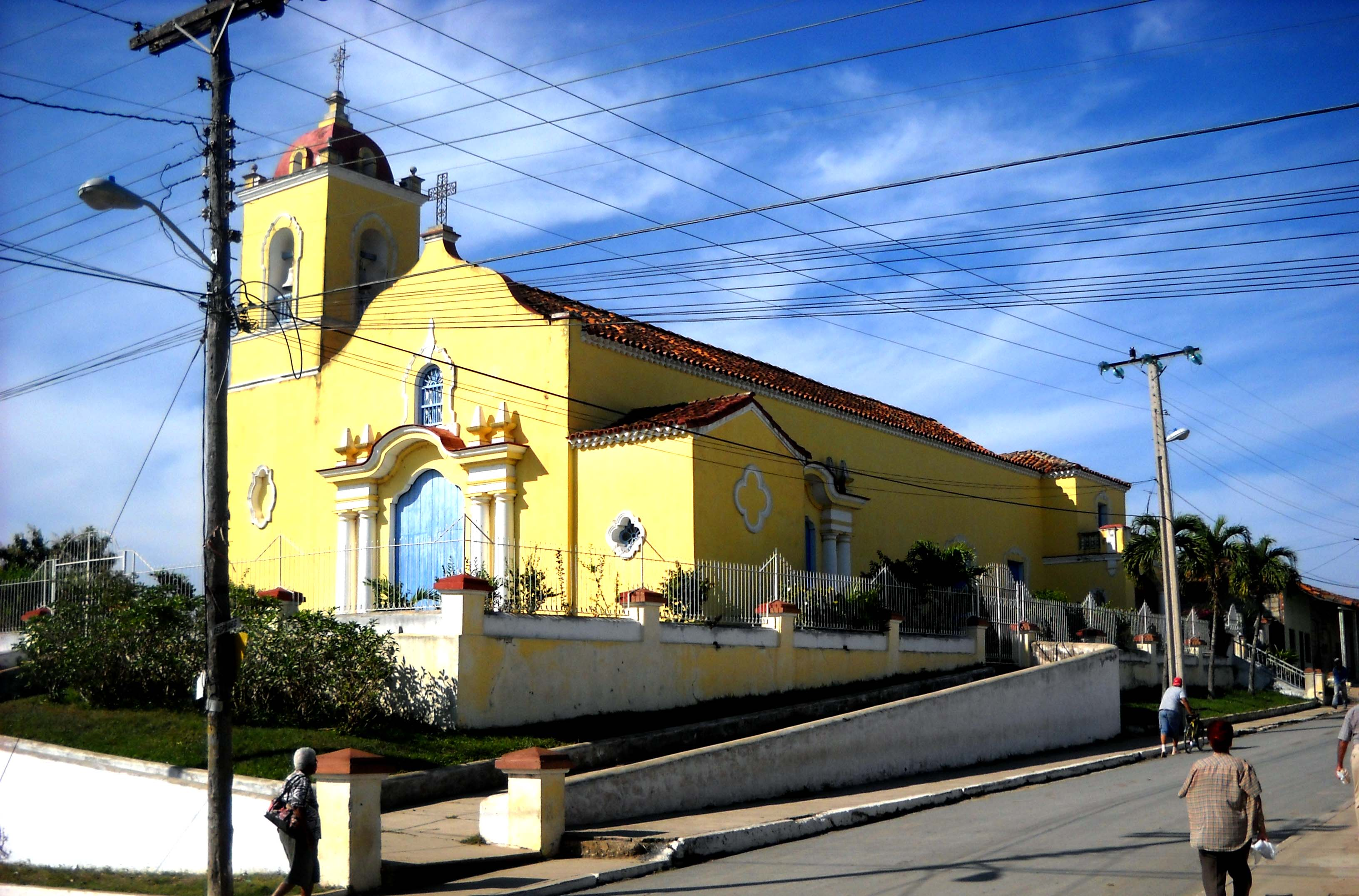
Iglesia de San Joaquín, después de la restauración que llevó a cabo el Padre Miguel Bautz.

Fue al comienzo en 1829 una modesta ermita de cubierta de guano y paredes de tabla construida a la devoción de San Joaquín, Santo Patrono de San Luis de Occidente. En 1835, comenzó la construcción de una iglesia de mampostería y tejas, financiada por Doña Juana Romero y su yerno Don Joaquín de Zayas, que fue concluida en 1845, convirtiéndose en la más importante de la provincia en esa época.

## San Luis y las luchas de independencia
El territorio vueltabajero no se destacó mucho en las luchas de independencia, ya que por lo general los mayores movimientos revolucionarios se producían en los territorios centrales y orientales debido a la importancia que tenían estas económica, militar y políticamente.
Sin embargo se destacaron grandes personalidades vueltabajeras y entre ellas sanluiseñas como los hermanos Gustavo y Conrado Padrón, naturales de San Luis.
Conrado y Gustavo se levantaron en armas el 24 de octubre de 1895 en Guane y se incorporaron al Ejército Libertador en enero de 1896.
Se produjeron numerosos enfrentamiento en territorio sanluiseños entre soldados españoles y tropas mambisas. 
Una de las más importantes acciones fue el combate efectuado el 15 de enero de 1896 en un lugar cerca de Tirado llamado “Palmar Amarillo”, donde las tropas mambisas se encontraban bajo el mando de Antonio Maceo.
En el propio año el 2 de febrero se produce otro enfrentamiento entre una columna española al mando del general Hernández de Velasco y fuerzas mambisas cuyo jefe se desconoce. 
Una tercera acción se produce el 25 de abril del propio año dirigiendo las fuerzas mambisas el teniente coronel Rodríguez.
Se sabe que se efectuó otro enfrentamiento conocido como Tirado II, teniendo como cabecillas de acción, por parte de los mambises al teniente coronel Serapio García y una columna española integrada por los batallones del San Quintín #47 y de San Marcial.

## Acontecimientos importantes

### San Luis, municipio el 1 de enero de 1879
Producto al Pacto del Zanjón de 1878 la Isla quedó dividida en seis provincias: La Habana, Santiago de Cuba, Santa Clara, Puerto Príncipe, Matanzas, y Pinar del Río. En esta última el número de municipio aumentó a 25, entre ellos: San Luis de la Ceiba, creado el 1 de enero de 1879 junto a Guane, Las Pozas, Los Palacios, Guayabal, Candelaria, Cabañas, Artemisa y Viñales. Estos datos fueron publicados en 1901 por el Mayor General L. Wood.
El 1 de enero de, experimenta el poblado de San Luis un mayor júbilo, ya que además del nombramiento de municipio, se constituye su propio Ayuntamiento.
Los concejales que resultaron elegidos por el nuevo Ayuntamiento fueron: Magín Guash, Dámaso Trecha, Máximo Pdrón, José Felipe Pdrón, Delfín Roig, Nicolás Barquín, Andrés Díaz, Clemente Hernández Cruz, Anselmo Arias, Antonio Martínez, Demetrio Calderón y José Alfaro Lamerens. Acto seguido se determinó designar como alcalde Interino al Concejal Don Magín Guash. En realidad el 28 de enero el que fungió como alcalde de Propiedad fue el concejal Don Dámaso Trecha.
Ese mismo día fueron nombrados los Alcaldes de Barrio:
Para San Luis, Taravico y El Corojo: Don Francisco Ruiz.
Para Barbacoas y Trancas: Don Crisólogo Sánchez. 
Para Río Seco: Don Rafael García Satién.
Para Tirado: Don José María Santiago.
Para Barrigonas: Don Antonio Montragull.
Para Llanadas: Don Fructuoso Moras.
Para Palizadas: Don Manuel González Soto.

### San Luis en peligro
Otro hecho importante y digno de destacar, ya que demuestra la entrega de los sanluiseños a las causas referentes a su municipio fue que a pesar de que en septiembre de 1885, el municipio contaba con una población de 8054 habitantes, se le quiso aplicar el artículo 9 de la Ley de Presupuestos, que desintegraba a los municipios cuya población era inferior a 8000 habitantes. Bajo esta ley sucumbieron Alonso de Rojas, integrado a Consolación del Sur y San Diego de los Baños, integrado a Paso Real de San Diego. Pero el pueblo de San Luis no se dejó intimidar y presto presentó los datos poblacionales, logrando así que San Luis conservara la condición de Municipalidad.

### Formación de los primeros órganos de defensa y legislación

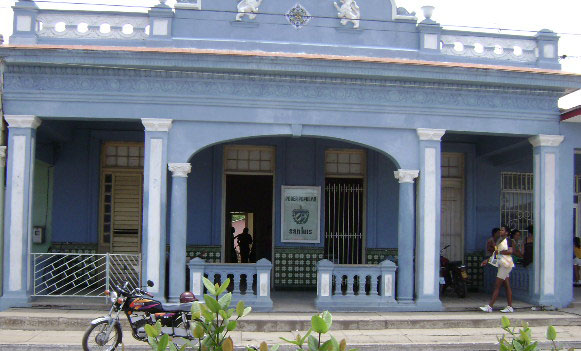
Edificio del Poder Popular en San Luis.

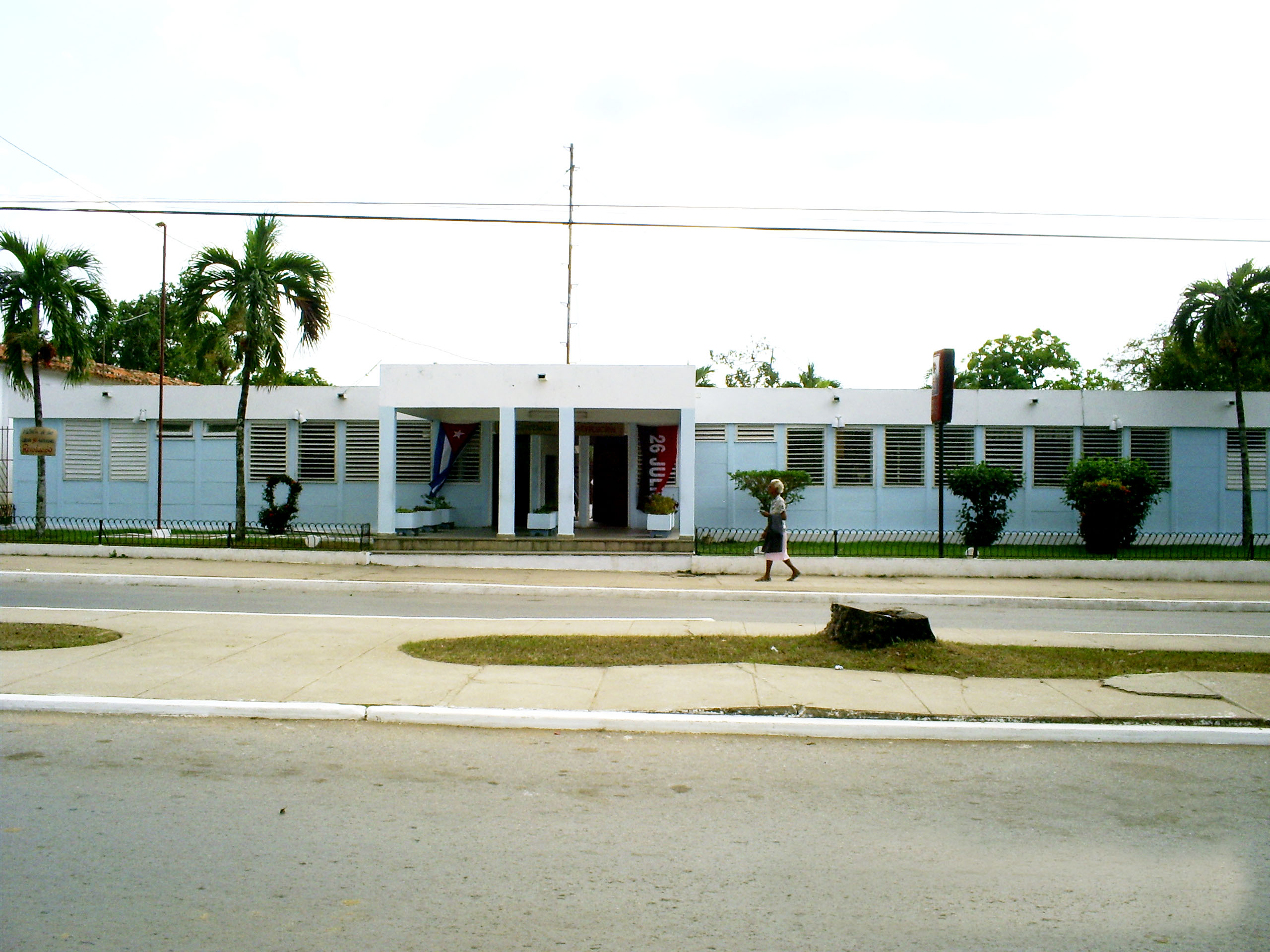
Sede del Partido Comunista de Cuba (PCC).

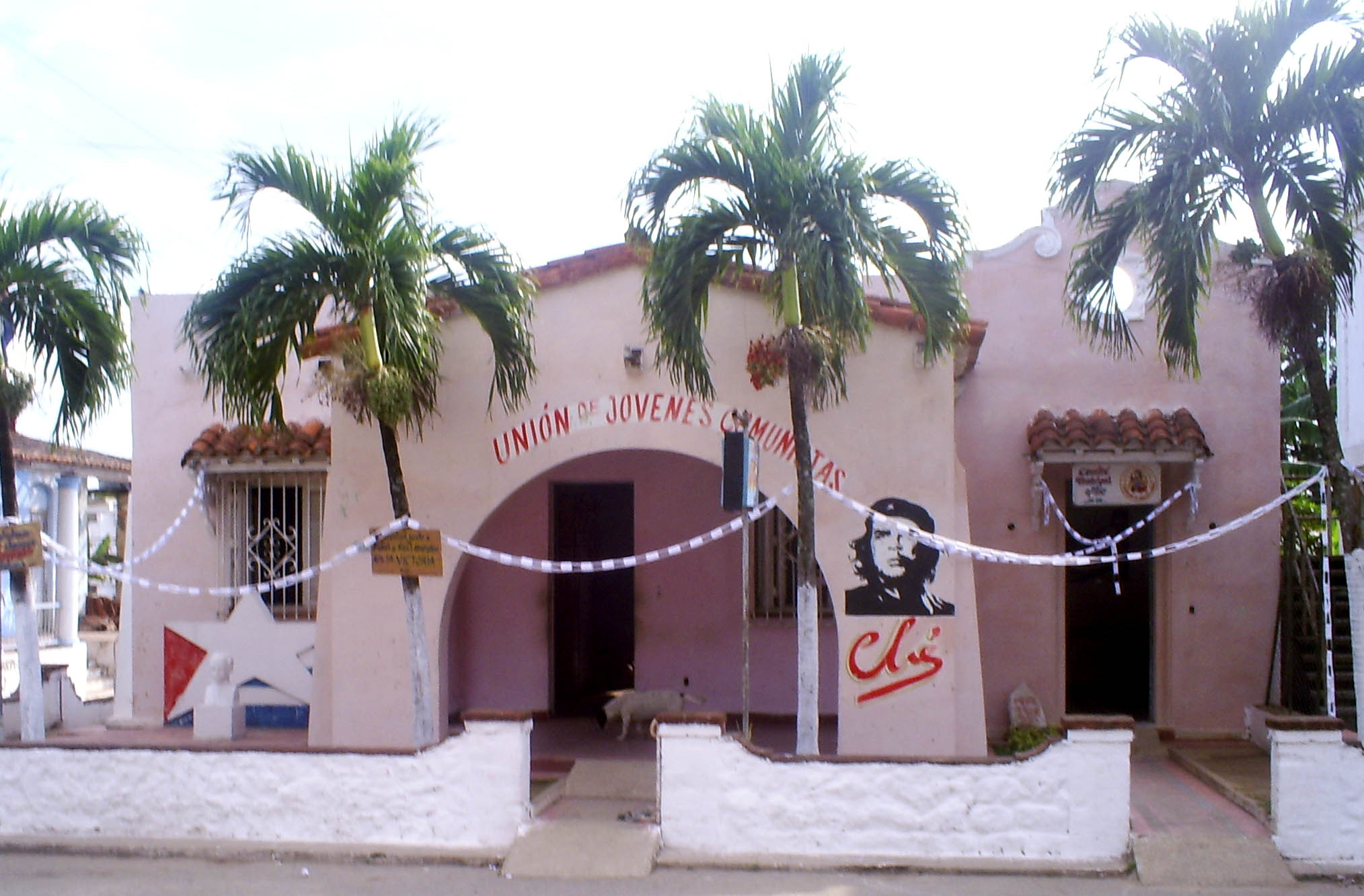
Sede de la Unión de Jóvenes Comunistas UJC y Federación de Mujeres Cubanas FMC.

El 1 de enero de 1885 se puso en vigor en San Luis una de las mejores ideas de la Corona Española: el registro civil.
Por esta misma fecha se creó el juzgado municipal.
En la primera década de la neocolonia establecida en Cuba por Estados Unidos de América, como en los otros municipio, se creó en San Luis un cuartel de la Guardia Rural, un cuerpo de Policía Nacional, uno de Policía Municipal y una oficina de Correos y Telégrafos.

## Cultura
Es de destacar que si bien San Luis, no es hasta 1959, cuando triunfa la Revolución Socialista, un pueblo de meritoria labor artística, si contribuyó en varias ramas de la cultura, nacieron en tierras sanluiseñas artistas de fama internacional. 

### Eduardo Zamacois
Podemos citar el nombre del afamado escritor Eduardo Zamacois, que nació el 17 de febrero de 1873, en la finca «La Ceiba», hoy Cooperativa de Producción Agropecuaria (CPA) «Mariana Grajales» cerca de Río Feo, en Barbacoas. Zamacois vivió hasta los cinco años en San Luis, cuando fue llevado por sus padres a España. Allá estudió Filosofía, Letras y Medicina, aunque su verdadera vocación era la literatura. 
En el año 1911 vuelve Zamacois de visita a San Luis debido a una larga gira por América Latina, dio grandes pruebas de su amor al territorio vueltabajero que lo vio nacer. Muere Zamacois en Buenos Aires en 1971, dos meses antes de cumplir 99 años.

### Sarah Cordoneda

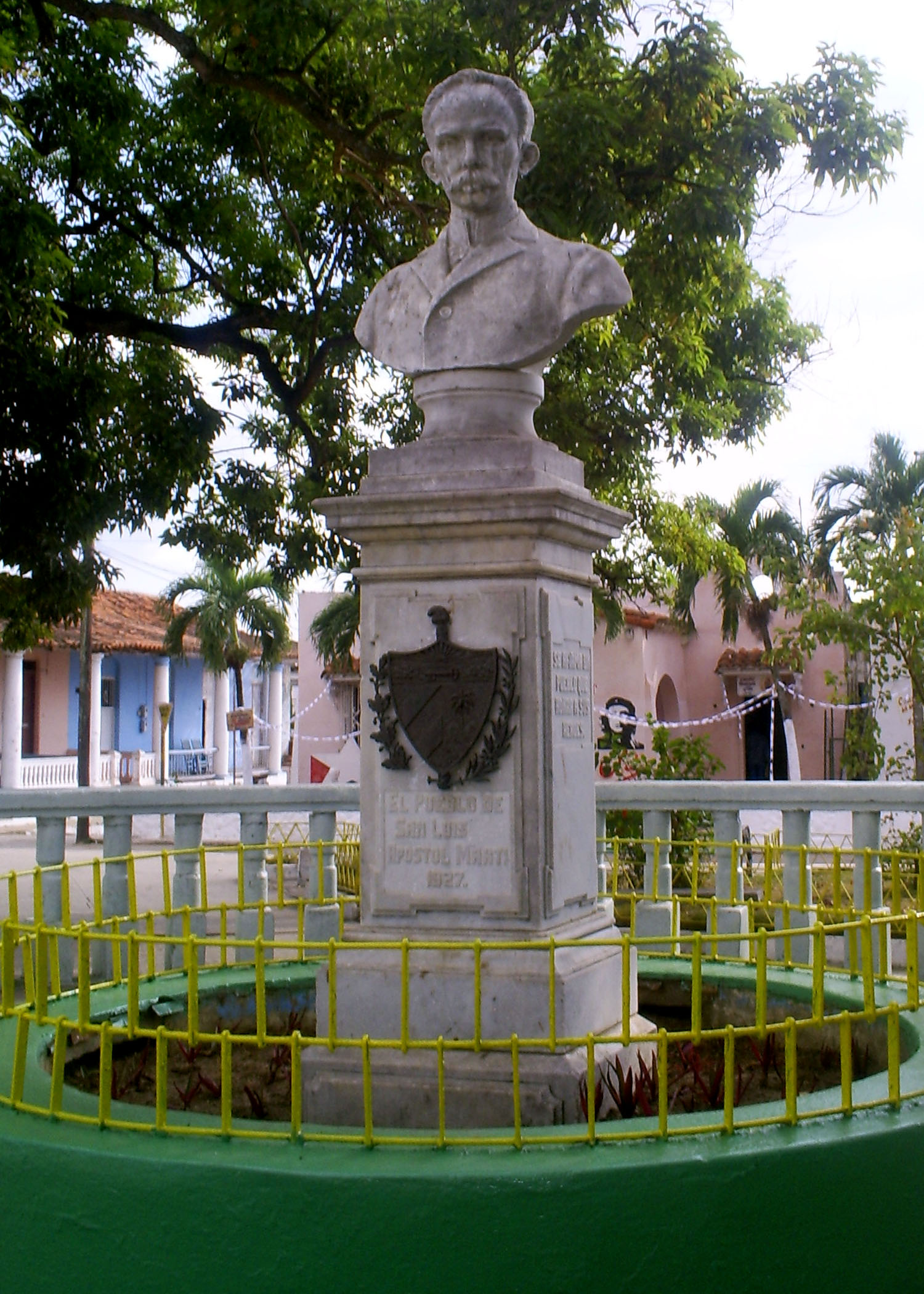
Busto de José Martí, que se encuentra en el parque, frente a la Iglesia.

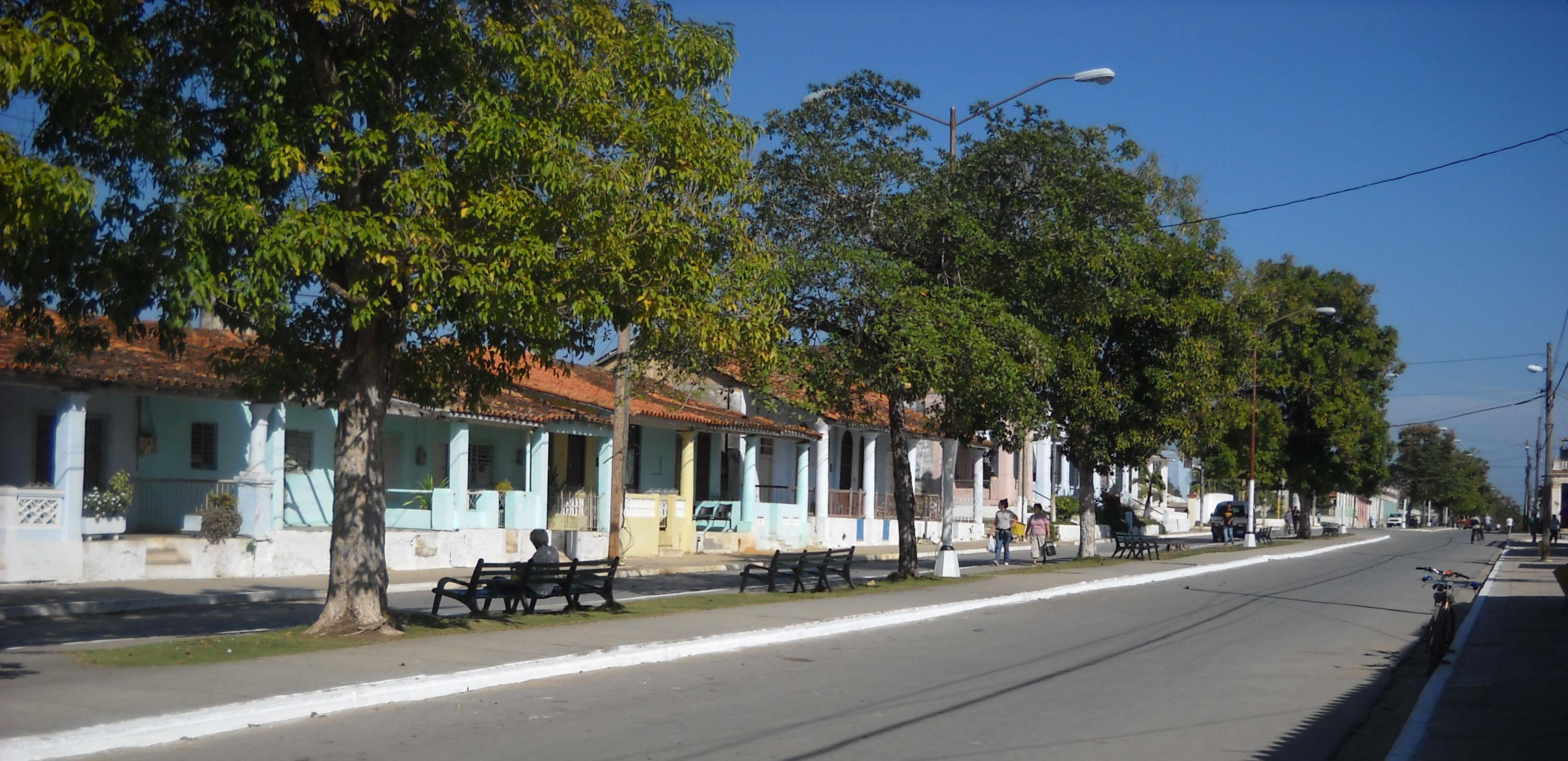
Imagen del Paseo de la Avenida Juana Romero.

Otro nombre importante en el ámbito cultural de este municipio es el de la poetisa y maestra sanluiseña Sarah Esther Cordoneda García (Sarah Cordoneda de López), nacida en San Luis el 4 de enero de 1887. Fue maestra desde que tenía 13 años. Se casó con José de Jesús López Zayas, perdió a su hija en el parto con 18 años, nunca más quedó embarazada, pero en cambio crio a varios niños en su casa. 
Sarah Cordoneda fue promotora de cultura en el municipio, organizadora de actividades culturales, de las cuales salieron la construcción de importantes obras en San Luis, como el busto de José Martí que se encuentra ubicado en el parque, frente a la iglesia de San Joaquín, el paseo de la avenida Juana Romero y el primer parque infantil. En su honor una de las escuelas del municipio lleva su nombre. Falleció el 12 de abril de 1947 a los 60 años.

### Virgilio González Solar
En el ámbito musical se destaca el nombre del compositor Virgilio González Solar, que nació en San Luis, el 27 de noviembre de 1907. 
Gran parte de sus obras han quedado inmortalizadas en películas mexicanas, argentinas y cubanas. Algunas de las más importantes son “Clava tu clavo zapatero”, en la película mexicana “Amor y pecado”; “Los espejuelos”, de la película mexicana “Lazos de fuego”; “La ola marina”, que figura en la película argentina “Con el diablo en el cuerpo” y en la cubana “Noticiero de Alonso” y “Le dije a una rosa”, que figura en la película cubana “Manuela”. Muere en La Habana el 14 de octubre de 1985.

### Rebeca Mármol
Es otro nombre que recuerda los frutos de la composición musical en San Luis, esta culta maestra fue autora de bellas y numerosas canciones y además del himno de San Luis.

### Himno de San Luis
Sanluiseños,
Sanluiseños,
El momento ha llegado ya
En que unidos y con empeño
Por San Luis comencemos a luchar.
Este pueblo tan fecundo
Nuestro orgullo debiera ser,
Porque el tabaco mejor del mundo
En nuestras tierras vemos crecer.
Rincón querido,
Pedazo de Occidente
Donde el Sol muere
Rendido al contemplar
De tu belleza el marco refulgente
Por tu progreso siempre debemos 
De luchar.
Adelante, Adelante, San Luis.

### Curiosidades
Actualmente San Luis cuenta con un cine-teatro, donde se presentan regularmente importantes figuras de la cultura cubana y que encuentra en el público sanluiseño uno de los más expresivos y agradecidos.
Pero no fue hasta 1909 cuando se produce la primera proyección cinematográfica. Al no existir la energía eléctrica todavía, era necesario hacer uso de varios ardides para agenciarse dichas proyecciones, como un dinamo, una pila y hasta un motor de vapor, para producir la electricidad.
Por esta misma época, también se realizan las primeras obras teatrales, que hasta entonces desconocía el pueblo de San Luis.

## Educación y salud

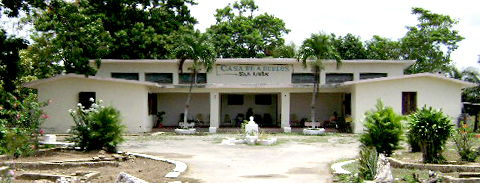
Antigua Casa de Abuelos en San Luis, recientemente para el curso 2009-2010 se convirtió en un Preuniversitario.

Como el resto de Cuba, después del 1 de enero de 1959, Triunfo de la Revolución Socialista Cubana, los sectores de la educación y la salud, antes privados, pasaron a tener un carácter público.
Actualmente, San Luis cuenta con un Policlínico Universitario, que lleva como nombre «Epifanio Rojas Gil», mártir de la guerra de Angola, un hospital, una Unidad Municipal de Higiene y Epidemiología (UMHE), un Sistema Integrado de Urgencia Médica (SIUM), un Programa de Atención Materno Infantil (PAMI), una «Casa de Abuelos», una «Campaña Anti Vectorial», etc. 
En la educación cuenta con varias escuelas primarias, de formación secundaria y un politécnico preuniversitario, además de contar con una sede de la universidad provincial «Hermanos Saíz».